# RK Metaloplastika
Rukometni Klub Metaloplastika (RK Metaloplastika) er en håndboldklub fra Šabac i Serbien, som blev stiftet i 1958.
Klubben er især kendt for sit herrehold, der har spillet i den bedste jugoslaviske/serbiske række siden slutningen af 1970'erne. Holdet blev jugoslaviske mestre syv gange og vandt den jugoslaviske pokalturnering fem gange i løbet af 1980'erne og klubbens spillere dannede rygraden på Jugoslaviens landshold, som vand OL i 1984 og VM i 1986.
Holdet var i finalen i Mesterholdenes Europa Cup tre sæsoner i træk midt i 1980'erne. Heraf blev de to sidste finaler vundet, mens den første blev tabt efter straffekastkonkurrence.

## Meritter

### Nationale turneringer
- Jugoslavisk mesterskab
  - Vinder: 1982, 1983, 1984, 1985, 1986, 1987, 1988

- Jugoslavisk pokalturnering
  - Vinder: 1980, 1983, 1984, 1985, 1986

### Europæiske turneringer
- Mesterholdenes Europa Cup
  - Vinder: 1984-85, 1985-86
  - Finalist: 1983-84